# Dachtalija
Dachtalija (ukr. Дахталія, hist. pol. Dachtalia) – wieś na Ukrainie, w obwodzie winnickim, w rejonie tulczyńskim, w hromadzie Horodkiwka. W 2001 liczyła 444 mieszkańców.